# Flesh and Blood (álbum de Roxy Music)
Flesh + Blood es el séptimo álbum de estudio de la banda de rock inglesa Roxy Music, publicado en mayo de 1980 y convirtiéndose en un éxito inmediato en ventas, alcanzando el No. 1 en las listas de éxitos del Reino Unido, logrando posicionarse por sesenta semanas en el UK Albums Chart. También fue un éxito en Estados Unidos y Australia.

## Lista de canciones
Todas las canciones escritas por Bryan Ferry, excepto donde se indica.

### Lado Uno
1. "In the Midnight Hour" (Wilson Pickett, Steve Cropper) - 3:09
2. "Oh Yeah" - 4:51
3. "Same Old Scene" - 3:57
4. "Flesh and Blood" - 3:08
5. "My Only Love" - 5:16

### Lado Dos
1. "Over You" (Ferry, Phil Manzanera) - 3:27
2. "Eight Miles High" (Gene Clark, David Crosby, Roger McGuinn) - 4:55
3. "Rain, Rain, Rain" - 3:20
4. "No Strange Delight" (Ferry, Manzanera) - 4:44
5. "Running Wild" (Ferry, Manzanera) - 5:03

## Créditos
- Bryan Ferry – voz, teclados
- Andy Mackay – saxofón, oboe
- Phil Manzanera – guitarra, bajo